# بيترو سانتي
بيترو سانتي (بالإيطالية: Simone Santi)‏ هو حكم إيطالي، ولد في 24 مايو 1966 في تشيتا دي كاستيلو في إيطاليا.